# Lesní naučná stezka Chaloupky
Lesní naučná stezka Chaloupky prochází okolím Nové Brtnice a loveckého zámečku Chaloupky. Je zaměřena především na ekologii, ochranu přírody, botaniku a ornitologii. Za jejím vznikem stojí společnost Chaloupky, o. p. s. Celková délka činí cca 8,5 km a na cestě je rozmístěno 6 zastavení.

## Vedení trasy
Začátek naučné stezky je u loveckého zámečku Chaloupky. Odtud pokračuje spolu se zelenou turistickou značkou přes silnici II/402 do lesa, přičemž pod vrchem Hliniště se stezka odděluje. Stačí se na vrch Hliniště a následně v lokalitě U Žebrácké boudy přechází přes silnici II/405, vstupuje znovu do lesa, přes Radonínský potok pokračuje do lokality Na Kopaninách ke studánce U tří smrků. Tady se stáčí k silnici (405), u které se před přejitím dá udělat odbočka k rašeliništní enklávě, chráněné jako PP Urbánkův palouk. Naučná stezka se pak lesem vrací k loveckému zámečku.

## Zastavení
- Les a ptáci
- Historie dlouhá stovky milionů let
- Lesy v průběhu tisíciletí
- Přirozený vodní tok, lesní zvěř
- Přírodní památka „Urbánkův palouk“ (1,3 ha)
- Jak přirozeně vzniká les